# Битва при Константине
Битва при Константине (фр. Siège de Constantine (1836)) — одно из сражений в ходе завоевание Алжира французами, произошедшее в ноябре 1836 года.

## Предыстория
Успех французской экспедиции 1830 года с которой и началось завоевание Алжира французами был неожиданным прежде всего для самих французов. Боясь возбудить захватом Алжира неудовольствие Англии, нерешительное правительство короля Карла X, а затем и короля Луи-Филиппа, готово было возвратить алжирцам захваченный город, а затем остановилось на мысли не развивать наступательных действий внутрь страны, а ограничиться удержанием в своих руках нескольких прибрежных пунктов.

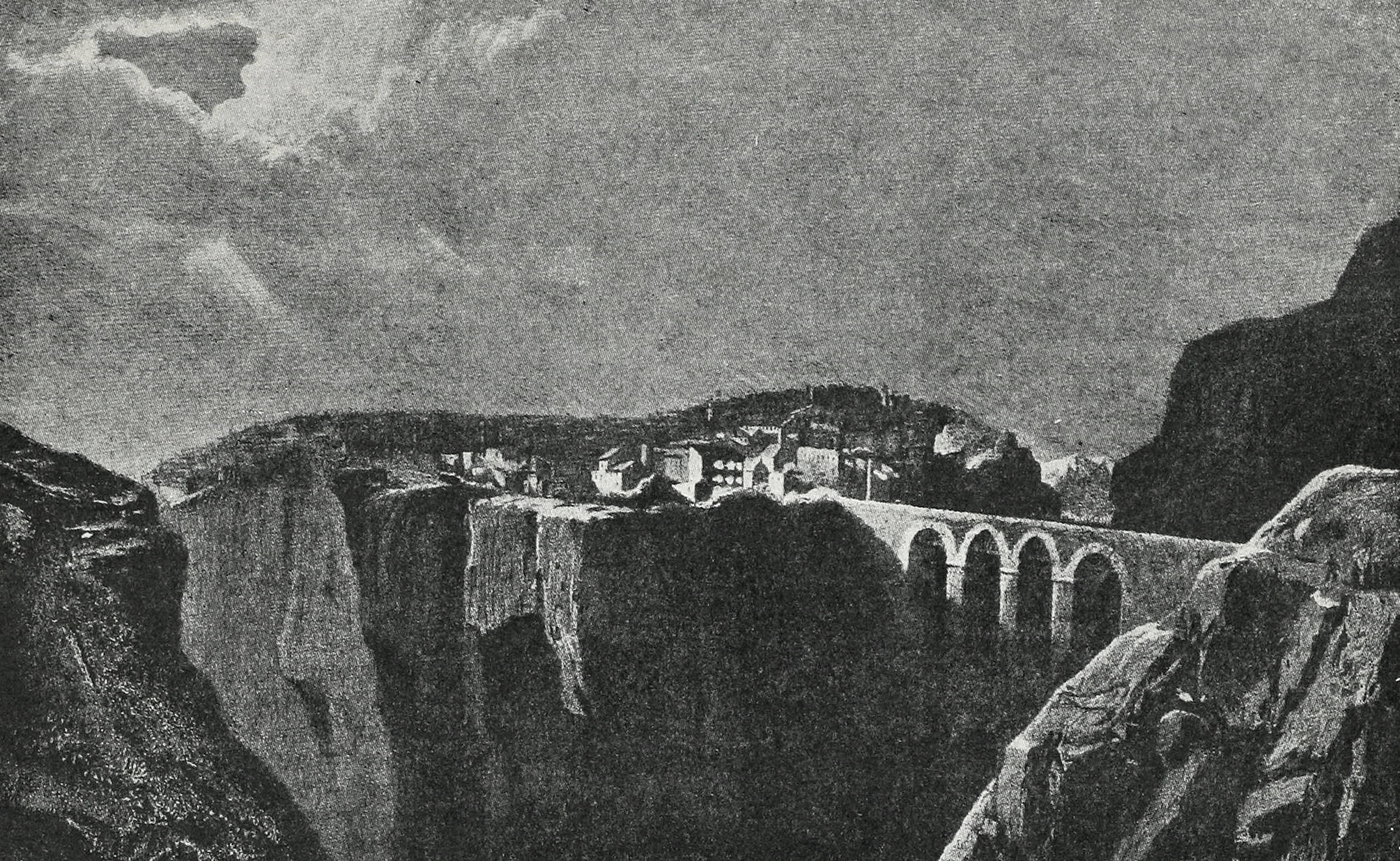
Рисунок из статьи «Константина»
«Военная энциклопедия Сытина»
(художник Жан-Антуан-Симеон Фор)

Последующие события доказали французам необходимость занятия всей страны, причем первые шаги их в этом направлении оказались крайне неудачными. Падение Алжира произвело столь сильное впечатление на всю страну, что все остальные беи выразили готовность подчиниться Мелек Шарлю (Королю Карлу). Но французы не сумели воспользоваться столь выгодным положением дел: вместо овладения главными пунктами страны, маршал Бурмон предпринял отдаленную экспедицию к Блиде (у подошвы Атласских гор) для наказания за разбои кабильских племен и в этой экспедиции, предпринятой с недостаточными силами, потерпел поражение. Это сразу подорвало престиж французов в глазах туземцев, и области, изъявившие уже ранее готовность покориться Франции, отказались от этого и приготовились к борьбе.
Шесть последующих лет война шла с переменным успехом для обеих сторон. В 1836 году Бертран Клозель, прибыв в Париж, сумел убедить министерство Тьера в необходимости принятия нового плана завоевания страны и усиления алжирской армии. План Клозеля, заключался в прочном занятии важнейших стратегических пунктов страны и в содержании между ними постоянного сообщения посредством войсковых колонн. План был утвержден, но вследствие последовавшей вскоре затем смены министерства, армия усилена не была. Несмотря на это, на позднее время года и недостаток продовольствия, Клозель не желал отказаться от составленного им плана и тотчас же обратился к его выполнению.

## Начало похода
Наиболее богатой и обширной областью всей страны была Константина — овладение её центром, городом Константина, Клозель и поставил себе ближайшей задачей. Для этого он сосредоточил в Боне, в 150 километрах от цели действий, 7500 человек французских войск при 16 орудиях и до 1500 человек туземного ополчения; артиллерия имела всего 1.400 снарядов, а провианта было лишь на 15 дней. Клозель предпринял экспедицию к Константине, основываясь на сведениях, что одно только появление французской армии заставит город капитулировать.
Отряд выступил из Бонье 10 ноября, предприняв шестидневный утомительный переход через безлесное пространство в самое ненастное время года. Люди обливаемые проливным дождем и снегом шли по колено в грязи, беспрерывно сражаясь с арабами. Они не имели даже средств для разведения на ночь костров, а им приходилась переправляться через переполненные водою потоки (одежда была сырой), затем, перейдя реку Сейбус, экспедиционный корпус попал в страшный холод, который усиливался по мере подъёма на плоскогорье. Некоторые, из участвующих в походе 1812 года, утверждали, что это движение было более тягостное, чем отступление к Березине.

## Сражение

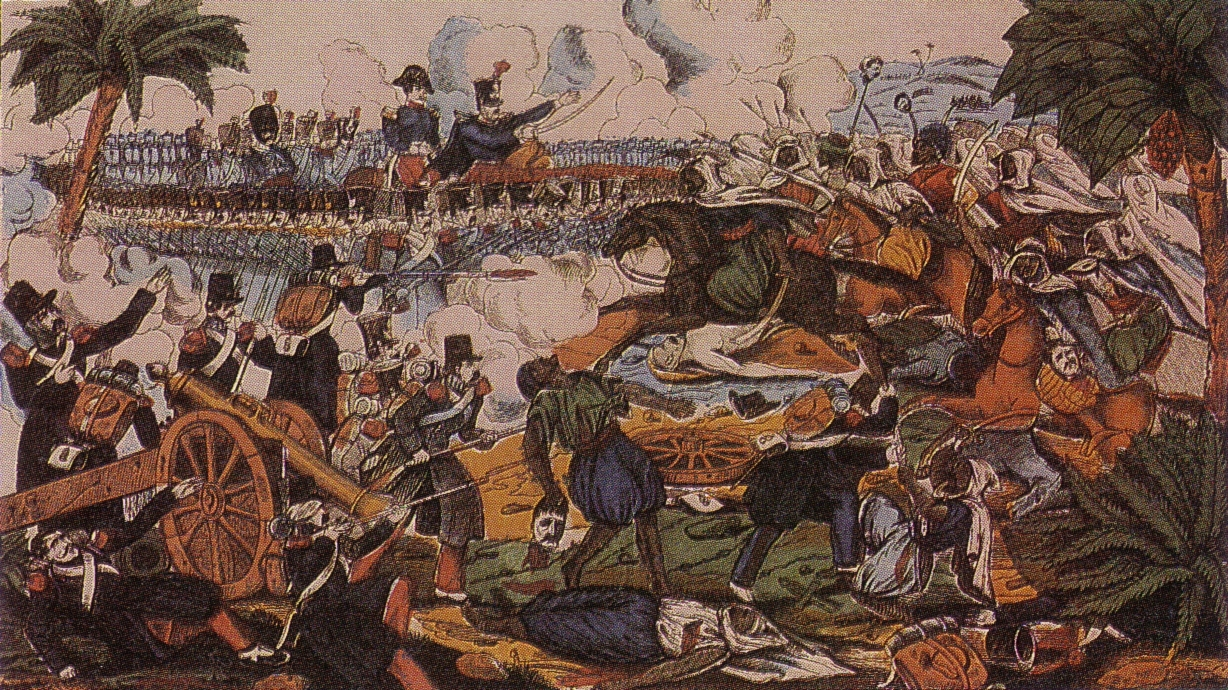
Битва при Константине

Обессиленные войска, подойдя 21 ноября к городу Константина. Будучи уверен, что Ахмед немедленно пришлет ключи города, Клозель приказом, помеченным ещё накануне, объявил о взятии Константины, но на предложение о сдаче арабская артиллерия открыла со стен города энергичный огонь.
Клозель для поднятия духа войск, тотчас же приступил к энергичной осаде, которая за неимением осадных орудий не могла гарантировать успеха. 10 горных орудий были поставлены на левом берегу реки Руммель, на доминирующем плато Кудиаг-Ати, 6 легких — на правом берегу, на высоте Мансура, напротив Аль-Кантарскаго моста. Но огонь их оказался бессильным против прочных каменных стен города. Между тем, недостаток снарядов и продовольственных припасов вынуждал Клозеля перейти к более энергичным действиям, поэтому он решил взорвать петардами городские ворота и штурмовать город. Попытка эта оказалась неудачной. Между тем съестные и боевые припасы заканчивались, а отряд был деморализован. Необходимо было отступать.
Отступление от крепости получилось крайне поспешным и беспорядочным. Часть обоза и даже повозок с ранеными была брошена. Во время перехода войска довольствовались продовольствием находимым в земле (в силосе). Только геройские усилия шедшего позади арьергарда, под началом полковника Шангарнье, спасли отряд который арабы настойчиво преследовали, от полного разгрома.

## Потери и итоги
Армия вернулась в Бонье 1 декабря, после семидневного отступления и 3-недельного похода; потери французов составили 500 человек убитыми и ранеными, но основная масса умерла в госпиталях после окончания экспедиции (с учётом последнего, потери французов составляли не менее четверти войск участвовавших в экспедиции). Эта неудача повлекла за собой отзыв маршала Клозеля, который был заменен генералом Дени де Дамремоном.
Однако, несмотря на эту неудачу, французы не собирались отказываться от своих планов по захвату Алжира. Началась приготовления к новой, более серьёзной, осаде Константины.